# Riba (Chantada)
Riba (llamada oficialmente Santiago de Arriba) es una parroquia española del municipio de Chantada, en la provincia de Lugo, Galicia.

## Otras denominaciones
La parroquia también es conocida por los nombres de Arriba  y Santiago da Riba.

## Organización territorial
La parroquia está formada por diez entidades de población:

### Entidades de población
Entidades de población que forman parte de la parroquia:
- A Igrexa
- A Proba
- Arriba
- Bacelares
- Guxeva
- O Pedroso
- Reguengo (O Reguengo)
- Vilar de Outeiro (Vilar de Outeiro)

### Despoblados
Despoblados que forman parte de la parroquia:
- Vilar do Mato
- Viñás

## Demografía
| Gráfica de evolución demográfica de Riba entre 2000 y 2019 |
|                                                            |
| Datos según el nomenclátor publicado por el INE.           |